# یهودستیزی و عهد جدید
یهودستیزی و عهد جدید (انگلیسی: Antisemitism and the New Testament) این بحث است که چگونه مسیحیت و دیدگاه‌های یهودیت در عهد جدید در طول تاریخ و در عصر حاضر به یهودستیزی کمک کرده‌است.
آرتور روی اکارت، نویسنده ای در زمینه مسیحیت و یهودیت عقیده دارد که اساس یهودستیزی و مسئولیت هولوکاست در نهایت در عهد جدید نهفته‌است. اکارت اصرار داشت که توبه مسیحی باید شامل بررسی مجدد نگرش‌های الهیاتی اساسی نسبت به یهودیان و عهد جدید باشد تا بتواند به‌طور مؤثر با یهودستیزی مقابله کند. از طرف دیگر مورخان دیگری، مانند ریچارد استیگمن گال، گفته‌اند که نازیسم در کل یا با مسیحیت بی‌ارتباط بوده یا فعالانه با آن مخالف بوده‌است.

## عهد جدید و یهودی‌ستیزی مسیحی
به گفته خاخام مایکل جی کوک، استاد ادبیات بین عهد و مسیحیت اولیه در کالج اتحادیه عبری، ده موضوع در عهد جدید وجود دارد که منابع یهودی‌ستیزی بوده‌است:

1. خداکشی یهودیان - با کشتن عیسی آنها مجرم خداکشی هستند.
2. مصیبت‌های قوم یهود در طول تاریخ، مجازات خدا برای کشتن عیسی است.
3. عیسی در ابتدا آمد تا فقط برای یهودیان موعظه کند، اما هنگامی که آنها عیسی را طرد کردند، در عوض عیسی آنها را  برای غیریهودیان رها کرد.
4. مافوق‌گرایی - بنی اسرائیل به موجب یک عهد خدا قوم برگزیده اولیه بودند، اما با نپذیرفتن عیسی آنها عنوان قوم برگزیده را از دست دادند - و اکنون، به موجب میثاق جدید (یا «وصیت» پس از مرگ عیسی)، این مسیحیت است که به قوم خدا تبدیل شده‌است.
5. کتاب مقدس یهودیان (عهد عتیق) مکرراً عدم شفافیت و لجاجت قوم یهود و بی وفایی آنها به خدا را به تصویر می‌کشد.
6. کتاب مقدس یهود حاوی  پیش‌بینی‌های بسیاری دربارهٔ آمدن عیسی به عنوان مسیح (یا ماشیح) است، اما یهودیان نسبت به معنای کتاب مقدس خود نابینا هستند.
7. در زمان خدمت مسیح یهودیت دیگر یک ایمان زنده نبود.
8. ذات و جوهره یهودیت قانون‌گرایی، محدود کننده و سنگین است.
9. مسیحیت بر عشق تأکید دارد، در حالی که یهودیت به معنای عدالت و غضب الهی است.
10. ظلم و ستم یهودیت منعکس‌کننده گرایش مخالفان عیسی به نام «فریسیان» (پیشینیان «ربی») است که در تعالیم و رفتار خود منافق بودند (به وای بر فریسیان مراجعه کنید).

### انجیل متی و آیه‌های ضدیهودی
انجیل متی اغلب به عنوان یهودی‌ترین انجیل متعارف ارزیابی می‌شود، با این حال گاهی گفته می‌شود که ضد یهود یا یهودی‌ستیز است.
انجیل متی به خوانندگان این تصور را می‌دهد که دشمنی با یهودیان با پیشرفت روایتش افزایش می‌یابد، تا اینکه در فصل ۲۳ به اوج خود می‌رسد.
در فصل ۲۱، تمثیل کارگران در تاکستان ثبت شده که به طرز شگفت‌آوری شبیه اشعیا ۵: ۱–۳۰ است،
در فصل ۲۳ و ۲۴، سه آیه با مضمون مشابه خصمانه متوالی ثبت شده‌است. ابتدا وای بر فریسیان:
شما بر ضد خود شهادت می‌دهید که از نسل قاتلان پیامبران هستید… ای مارها، ای افعی‌ها! چگونه می‌توانید از محکوم شدن به جهنم فرار کنید؟— متی 23:31-33
عبارات خاصی که از ویرانی اورشلیم صحبت می‌کنند دارای عناصری هستند که به عنوان نشانه‌هایی از نگرش‌های ضدیهودی متی تفسیر می‌شوند. گفته می‌شود که عیسی پایتخت را خطاب قرار داده‌است: «ای اورشلیم، ای اورشلیم، ای شهری که انبیا را به قتل رسانیدی و رسولانی را که به نزد تو فرستاده شدند سنگسار کردی! چه بسیار اوقاتی که آرزو کردم مانند مرغی که جوجه‌های خود را زیر پر و بال خود جمع می‌کند، فرزندان تو را به دور خود جمع کنم؛ امّا تو نخواستی.» چنین تصوراتی از پایان معبد قدیمی ممکن است به صورت تجسم الهیات جایگزین خوانده شود، که بر اساس آن مسیحیت جایگزین یهودیت می‌شود.
نقطه اوج این گفتار مسلماً همان آیه‌ای است که بیش از هر قطعه در عهد جدید دیگری باعث رنج یهودیان شده‌است، این آیه انتساب منحصر به فرد مسئولیت مرگ عیسی از دیدگاه نویسندگان متی به قوم یهود است:
خون [عیسی] بر ما و بر فرزندان ما باد!— متی ۲۷:۲۵
این متن «گناه خونی» به این معنا تفسیر شده‌است که همه یهودیان از زمان عیسی و تا ابد پس از آن تصلیب عیسی را قبول دارند.